# Calodactylus sulphureus
Calodactylus sulphureus är en skalbaggsart som beskrevs av Hermann Burmeister 1855. Calodactylus sulphureus ingår i släktet Calodactylus och familjen Melolonthidae. Inga underarter finns listade.